# Péninsule de Shawmut

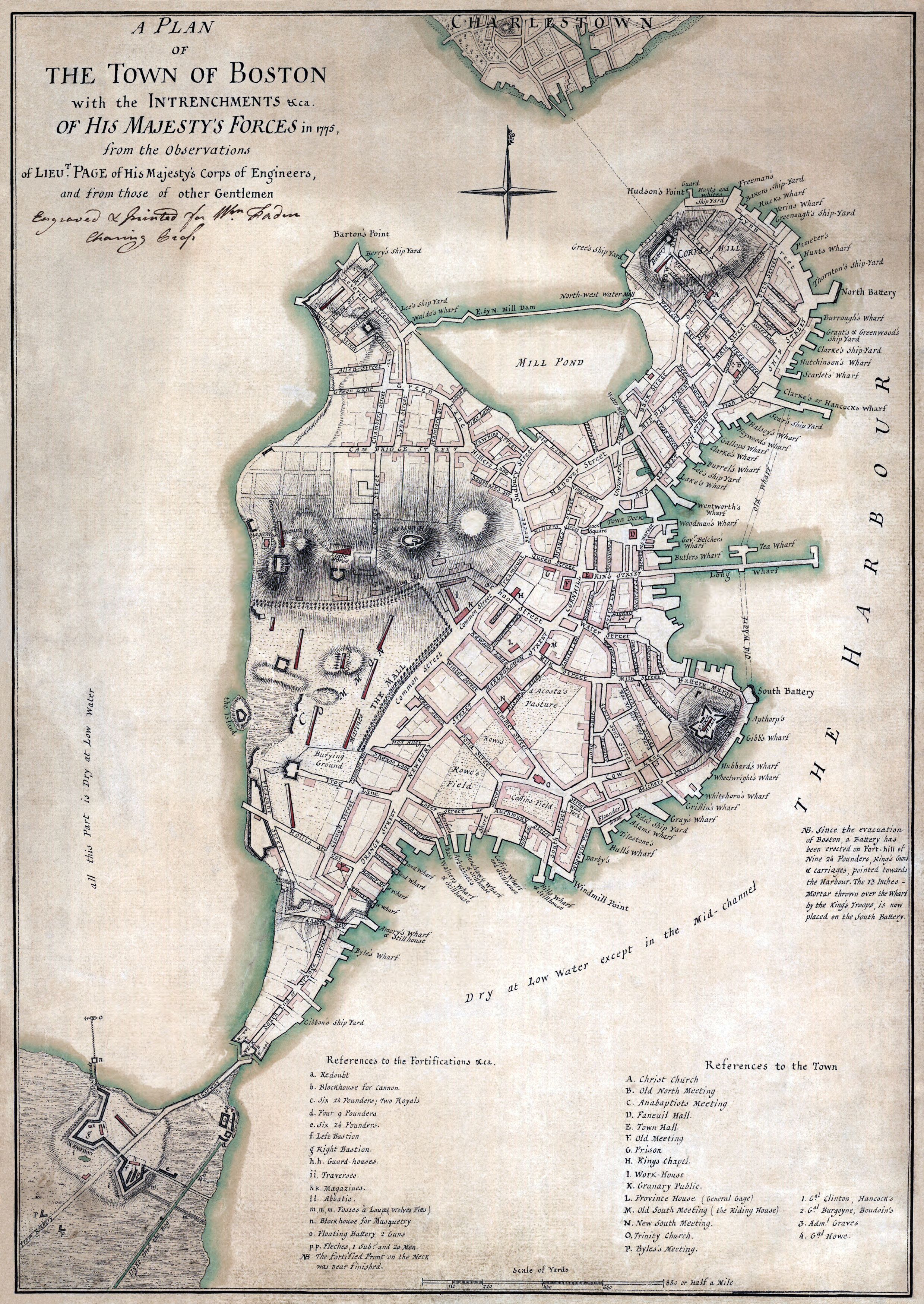
Carte militaire de la péninsule de Shawmut de 1775.

La péninsule de Shawmut (en anglais : Shawmut Peninsula) est la péninsule et le promontoire sur lequel la ville de Boston, dans l'État du Massachusetts, a été construite.
La péninsule, d'une superficie initiale de seulement 3,19 km2, a plus que doublée en raison des actions de récupération de terre tout au long du XIXe siècle.